# De danseres van Bali
De danseres van Bali is het zeventiende stripalbum uit de Yoko Tsuno-reeks van Roger Leloup. De strip werd voor het eerst uitgegeven bij Dupuis in 1988. 